# Coupe du monde féminine de football des moins de 17 ans 2010
Navigation
Nouvelle-Zélande 2008 Azerbaïdjan 2012
La Coupe du monde féminine de football des moins de 17 ans 2010 s'est déroulée du 5 au 25 septembre 2010 à Trinité-et-Tobago.

## Villes et stades
| \| Port-d'Espagne Bacolet Couva Arima Marabella \| Sites de la Coupe du monde 2011 |
| Port-d'Espagne Bacolet Couva Arima Marabella                                       |

| Port-d'Espagne Bacolet Couva Arima Marabella |

## Premier tour

### Groupe A
| Rang | Équipe            | Pts | J | G | N | P | Bp | Bc | Diff |
| ---- | ----------------- | --- | - | - | - | - | -- | -- | ---- |
| 1    | Nigéria           | 9   | 3 | 3 | 0 | 0 | 10 | 3  | +7   |
| 2    | Corée du Nord     | 6   | 3 | 2 | 0 | 1 | 6  | 3  | +3   |
| 3    | Trinité-et-Tobago | 3   | 3 | 1 | 0 | 2 | 3  | 4  | -1   |
| 4    | Chili             | 0   | 3 | 0 | 0 | 3 | 1  | 10 | -9   |

### Groupe B
| Rang | Équipe         | Pts | J | G | N | P | Bp | Bc | Diff |
| ---- | -------------- | --- | - | - | - | - | -- | -- | ---- |
| 1    | Allemagne      | 9   | 3 | 3 | 0 | 0 | 22 | 1  | +21  |
| 2    | Corée du Sud   | 6   | 3 | 2 | 0 | 1 | 7  | 5  | +2   |
| 3    | Mexique        | 3   | 3 | 1 | 0 | 2 | 5  | 13 | -8   |
| 4    | Afrique du Sud | 0   | 3 | 0 | 0 | 3 | 2  | 17 | -15  |

### Groupe C
| Rang | Équipe           | Pts | J | G | N | P | Bp | Bc | Diff |
| ---- | ---------------- | --- | - | - | - | - | -- | -- | ---- |
| 1    | Espagne          | 9   | 3 | 3 | 0 | 0 | 9  | 3  | +6   |
| 2    | Japon            | 6   | 3 | 2 | 0 | 1 | 13 | 4  | +9   |
| 3    | Venezuela        | 3   | 3 | 1 | 0 | 2 | 3  | 9  | -6   |
| 4    | Nouvelle-Zélande | 0   | 3 | 0 | 0 | 3 | 2  | 11 | -9   |

### Groupe D
| Rang | Équipe  | Pts | J | G | N | P | Bp | Bc | Diff |
| ---- | ------- | --- | - | - | - | - | -- | -- | ---- |
| 1    | Irlande | 6   | 3 | 2 | 0 | 1 | 5  | 2  | +3   |
| 2    | Brésil  | 6   | 3 | 2 | 0 | 1 | 4  | 2  | +2   |
| 3    | Canada  | 3   | 3 | 1 | 0 | 2 | 1  | 3  | -2   |
| 4    | Ghana   | 3   | 3 | 1 | 0 | 2 | 1  | 4  | -3   |

## Tableau final
|  | Quarts de finale  | Quarts de finale  |                   |                   | Demi-finales           | Demi-finales           |   |  | Finale            | Finale            |
|  | Quarts de finale  | Quarts de finale  |                   |                   | Demi-finales           | Demi-finales           |   |  | Finale            | Finale            |
|  |                   |                   |                   |                   |                        |                        |   |  |                   |                   |
|  | 16 septembre 2010 | 16 septembre 2010 |                   |                   | 21 septembre 2010      | 21 septembre 2010      |   |  | 25 septembre 2010 | 25 septembre 2010 |
|  | 16 septembre 2010 | 16 septembre 2010 |                   |                   | 21 septembre 2010      | 21 septembre 2010      |   |  | 25 septembre 2010 | 25 septembre 2010 |
|  | Nigéria           | 5                 |                   |                   | 21 septembre 2010      | 21 septembre 2010      |   |  | 25 septembre 2010 | 25 septembre 2010 |
|  | Nigéria           | 5                 |                   |                   | 21 septembre 2010      | 21 septembre 2010      |   |  | 25 septembre 2010 | 25 septembre 2010 |
|  | Corée du Sud      | 6 ap              |                   |                   | 21 septembre 2010      | 21 septembre 2010      |   |  | 25 septembre 2010 | 25 septembre 2010 |
|  | Corée du Sud      | 6 ap              | Corée du Sud      | 2                 |                        |                        |   |  | 25 septembre 2010 | 25 septembre 2010 |
|  | 17 septembre 2010 |                   | Corée du Sud      | 2                 |                        |                        |   |  | 25 septembre 2010 | 25 septembre 2010 |
|  |                   | Espagne           | 1                 |                   |                        |                        |   |  | 25 septembre 2010 | 25 septembre 2010 |
|  | Espagne           | Espagne           | 1                 | 2                 |                        |                        |   |  | 25 septembre 2010 | 25 septembre 2010 |
|  | Espagne           |                   |                   | 2                 |                        |                        |   |  | 25 septembre 2010 | 25 septembre 2010 |
|  | Brésil            | 1                 |                   |                   |                        |                        |   |  | 25 septembre 2010 | 25 septembre 2010 |
|  | Brésil            | 1                 | Corée du Sud      | 3ap (5)           |                        |                        |   |  |                   |                   |
|  | 16 septembre 2010 |                   | Corée du Sud      | 3ap (5)           |                        |                        |   |  |                   |                   |
|  |                   | Japon             | 3 tab(4)          |                   |                        |                        |   |  |                   |                   |
|  | Allemagne         | Japon             | 3 tab(4)          | 0                 |                        |                        |   |  |                   |                   |
|  | Allemagne         | 21 septembre 2010 |                   | 0                 |                        |                        |   |  |                   |                   |
|  | Corée du Nord     | 1                 |                   |                   |                        |                        |   |  |                   |                   |
|  | Corée du Nord     | 1                 | Corée du Nord     | 1                 |                        |                        |   |  |                   |                   |
|  | 17 septembre 2010 | 17 septembre 2010 | Corée du Nord     | 1                 | Match pour la 3e place | Match pour la 3e place |   |  |                   |                   |
|  | 17 septembre 2010 | 17 septembre 2010 |                   | Japon             | Match pour la 3e place | Match pour la 3e place | 2 |  |                   |                   |
|  | Irlande           | 1                 | 25 septembre 2010 | 25 septembre 2010 |                        |                        | 2 |  |                   |                   |
|  | Irlande           | 1                 | 25 septembre 2010 | 25 septembre 2010 |                        |                        |   |  |                   |                   |
|  | Japon             | 2                 |                   | Espagne           | 1                      |                        |   |  |                   |                   |
|  | Japon             | 2                 |                   | Espagne           | 1                      |                        |   |  |                   |                   |
|  |                   |                   |                   |                   |                        |                        |   |  | Corée du Nord     | 0                 |
|  |                   |                   |                   |                   |                        |                        |   |  | Corée du Nord     | 0                 |

## Récompenses
| Coupe du monde féminine de football des moins de 17 ans 2010 Corée du Sud Premier titre |

| Ballon d'or | Ballon d'argent | Ballon de bronze |
| ----------- | --------------- | ---------------- |
| Yeo Min-Ji  | Kumi Yokoyama   | Kim Kum-Jong     |

| Soulier d'or | Soulier d'argent | Soulier de Bronze |
| ------------ | ---------------- | ----------------- |
| Yeo Min-Ji   | Kyra Malinowski  | Kumi Yokoyama     |

| Prix du Fair-Play | Gant d'or        |
| ----------------- | ---------------- |
| Allemagne         | Dolores Gallardo |